# Renaud de la Frégeolière
Renaud-Joseph Bernard de la Frégeolière (Angers, 29 aprile 1886 – Parigi, 16 aprile 1981) è stato un bobbista e dirigente sportivo francese.
Fondatore e primo presidente della Federazione internazionale di bob e toboga (FIBT), rimase in carica 37 anni.

## Biografia

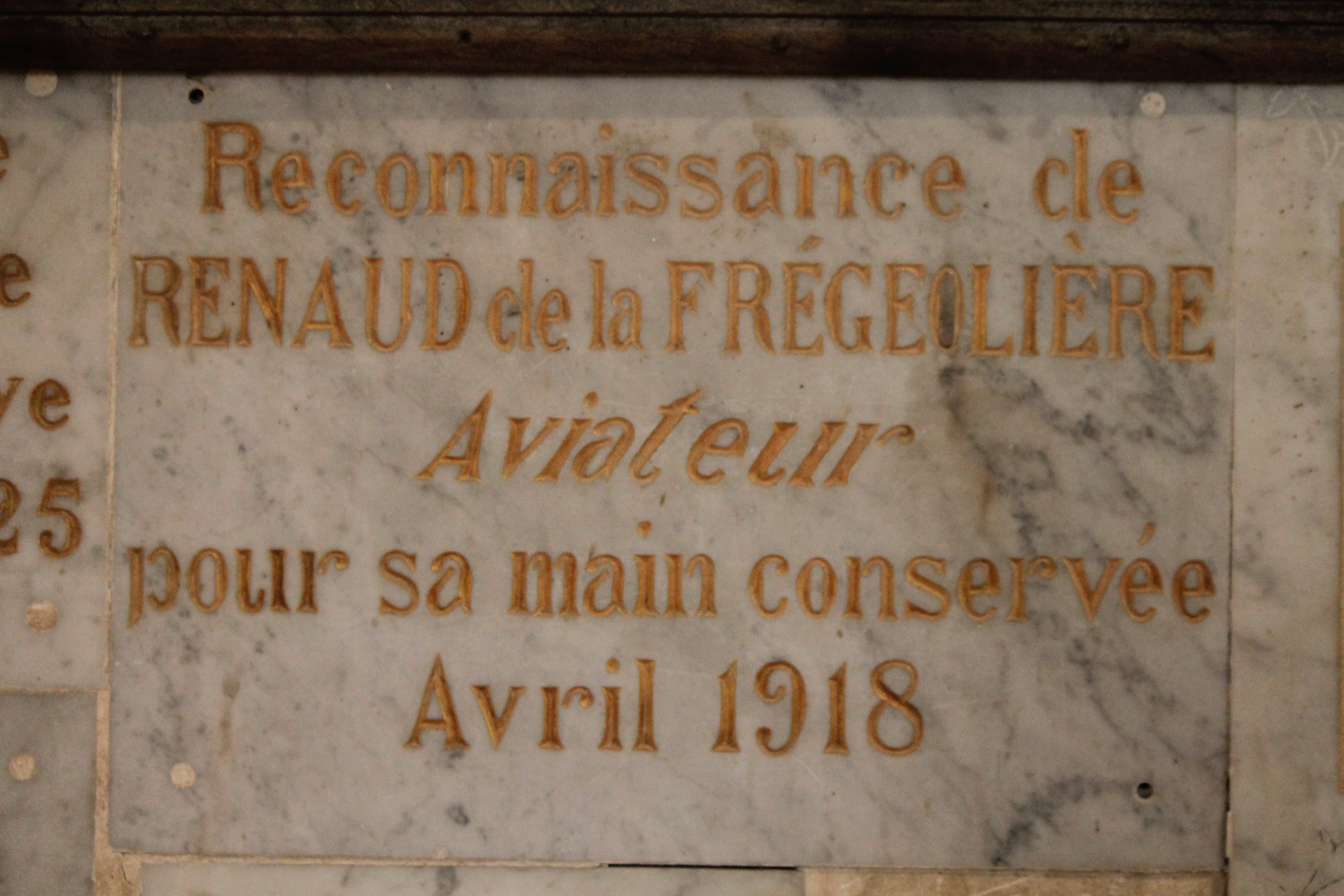
Ex voto di Renaud de la Frégeolière, nella chiesa di Notre-Dame-de-la-Tronchaye (Rochefort-en-Terre)

Nel 1907 il conte Renaud de la Frégeolière fece la sua prima discesa con il bob a Leysin, in Svizzera: questa discesa segnò l'inizio della sua carriera in questo sport. Sei anni dopo, nel 1913, scrisse insieme un libro sui giochi invernali insieme a Louis Magnus, fondatore della Federazione internazionale di hockey su ghiaccio (FIHG).
Durante la prima guerra mondiale fu impegnato nell'aviazione nell'agosto 1914, venendo fatto prigioniero di guerra io 10 ottobre; fino al 19 luglio 1915 fu detenuto nel campo di prigionia di Merseburg, di cui descrisse l'organizzazione in un libro. Gravemente ferito, fu scambiato con altri prigionieri di guerra e riuscì comunque a tornare in servizio attivo. Pilota militare certificato a Nieuport il 1º marzo 1916, fu promosso quartiermastro in giugno e poi aiutante di campo nel luglio 1917. Nel 1916 fu assegnato allo squadrone SPA 12 dell'Aéronautique Militaire. Il 29 gennaio 1918, insieme al capitano Armand de Turenne, abbatté un Albatros D.III sopra Allemont.. Nel 1917 scrisse À tire d'ailes, per il quale l'Académie française gli assegnò il Prix Montyon.
Negli anni 1920 il conte de la Frégeolière sviluppò le regole del bob e partecipò alla fondazione di diversi club di bob in Europa. Nel 1923 fondò la Federazione internazionale di bob e toboga (FIBT). Sperava di competere nelle gare di bob sulla pista olimpica di bob Pélerins , che aveva contribuito a costruire per le Olimpiadi invernali di Chamonix-Mont-Blanc 1924, ma un grave infortunio subito in allenamento glielo impedì. Durante la sua dirigenza sportiva, Renaud de la Frégeolière fu a capo dell'organizzazione di 29 Congressi FIBT, 50 eventi dei Campionati del mondo FIBT e 10 eventi olimpici di bob fino al 1960, anno in cui peraltro non si svolse alcuna gara di bob alle Olimpiadi di Squaw Valley 1960 e si ritirò, sostituito dall'italiano Amilcare Rotta.
Dopo il suo pensionamento nel 1960, il conte de la Frégeolière fu nominato presidente onorario della FIBT, carica che mantenne fino alla sua morte nel 1981.

## Opere
- Les Sports d'hiver (con Louis Magnus), 1911, ISBN 978-2-05-100055-0
- À tire d'ailes, carnet de vol d'un aviateur et souvenirs d'un prisonnier
- Croisières aériennes. Souvenirs d'un pilote de chasse G. C. II. 1916-1918, prefazione di Maxime Weygand
- Avec Guynemer, in Revue des deux Mondes, 1917
- (EN)  Bobsleigh and Olympism, in Olympic Review, dicembre 1984, p. 1014.